# Geng Tan
Pour les articles homonymes, voir Tan.
Geng Tan (chinois simplifié: 谭耕, chinois traditionnel: 譚耕, Pinyin: Tán Gēng) (né en 1963) est un homme politique canadien de l'Ontario. Il est député fédéral libéral de la circonscription ontarienne de Don Valley-Nord de 2015 à 2019.

## Biographie
Né à Pékin en Chine, Tan étudie à l'université de Hunan (en) en ingénierie et effectue une majeure en chimie organique. À l'Université de Toronto, il effectue un master en sciences appliquées et en doctorat en ingénierie chimique. Il travaille ensuite comme chimiste nucléaire senior pour Énergie atomique du Canada limitée (EACL) et pour Ontario Power Generation (OPG).
Tan est impliqué dans sa communauté en tant que fondateur et président exécutif du The Council of Newcomer Organizations (Conseil des nouveaux arrivants). Il participe régulièrement à des panels sur lesquels il parle de son expertise en matière d'immigration et de développement communautaire.

### Carrière politique
Élu en 2015, il annonce ne pas se représenter pour l'élection générale à venir en juin 2019. Plus tard en juin, une collaboratrice travaillant pour le bureau de circonscription accuse Tan d'être le père de son enfant et de refuser de payer une pension alimentaire,. La femme de Tan, Xinglai Laura Huang un scientifique d'Environnement Canada, tente de briguer la nomination libérale dans la circonscription, mais celle-ci est bloquée par le parti.